# Équipe d'Allemagne de bandy
 (janvier 2016).
Si vous disposez d'ouvrages ou d'articles de référence ou si vous connaissez des sites web de qualité traitant du thème abordé ici, merci de compléter l'article en donnant les références utiles à sa vérifiabilité et en les liant à la section « Notes et références ».
L'équipe d'Allemagne de bandy est la sélection des meilleurs joueurs allemands de bandy. Leur première compétition fut le Championnat d'Europe de bandy 1913 sous le nom de l'Empire d'Allemagne, 100 ans plus tard l'équipe est reconstituée et joue un tournoi de bandy à Nimègue contre les Pays-Bas et une équipe de Pervoouralsk.

## Match amical avant les championnats du monde
L'équipe joue toujours un match amical contre le Sportivnyj Klubb Obuchovo pour se préparer aux championnats du monde.

## Championnat du monde de 2015
Équipe sélectionnée pour le Championnat du monde da bandy à Chabarovsk en 2015,
- Sélectionneur:  Alexander Epifanov
- Gardien de but

| Poste   | Âge                       | Nom               | Club                    |
| ------- | ------------------------- | ----------------- | ----------------------- |
| Gardien | 29 janvier 1977 (38 ans)  | Mikhail Entaltsev | Rhein-Main Eissportclub |
| Gardien | 29 décembre 1980 (35 ans) | Sören Löbrich     | Bembeltown Hornets      |

- Joueurs de champ

| Poste | Âge                        | Nom              | Club                    |
| ----- | -------------------------- | ---------------- | ----------------------- |
| Def   | 23 décembre 1975 (40 ans)  | Oliver Schmidt   | Bembeltown Hornets      |
| Def   | 28 septembre 1969 (46 ans) | Dimitri Antropov | Rhein-Main Eissportclub |
| Def   | 8 avril 1975 (40 ans)      | Dimitri Fichter  | Meteor Mainz            |
| Def   | 11 mai 1985 (30 ans)       | Evgeny Epifanov  | Rhein-Main Eissportclub |
| Def   | 21 avril 1971 (44 ans)     | Eugen Maier      | Meteor Mainz            |
| Mil   | 21 septembre 1972 (43 ans) | Dmitry Kuzmin    | HK Zubr                 |
| Mil   | 13 août 1978 (37 ans)      | Mikhail Dunaev   | Dynamo Majak            |
| Mil   | 6 octobre 1980 (35 ans)    | Hauke Sander     | Bembeltown Hornets      |
| Mil   | 1er octobre 1962 (53 ans)  | Oleg Shibelbayn  | Rhein-Main Eissportclub |
| Mil   | 15 décembre 1990 (25 ans)  | Marcus Wigh      | Bembeltown Hornets      |
| Mil   | 20 février 1971 (44 ans)   | Sergey Naab      | Rhein-Main Eissportclub |
| Mil   | 29 novembre 1956 (59 ans)  | Sergej Bitkov    | Rhein-Main Eissportclub |
| Mil   | 23 mars 1994 (21 ans)      | Niklas Laue      | Bembeltown Hornets      |
| Att   | 2 février 1990 (25 ans)    | Fabian Hader     | EHC 80 Nürnberg         |
| Att   | 12 juin 1992 (23 ans)      | Bastian Loy      | EHC 80 Nürnberg         |
| Att   | 29 octobre 1992 (23 ans)   | Paul Savchenko   | HK Zubr                 |

## Championnat d'Europe de 2014
Le 6 janvier 2014 a eu lieu un championnat d'Europe de bandy non officiel à Davos en Suisse, pour fêter les 100 ans du Championnat d'Europe de bandy 1913. L'Allemagne rencontre alors la Hongrie, les Pays-Bas et la République Tchèque. Les matchs ont lieu à l'Eisstadion Davos à Davos, et les matchs durent 2x30 min.
L'équipe sélectionnée pour le Championnat d'Europe de bandy 2014 à Davos.
- Sélectionneur:  Alexander Epifanov
- Gardien de but

| Poste   | Âge    | Nom               | Club |
| ------- | ------ | ----------------- | ---- |
| Gardien | 37 ans | Mikhail Entaltsev |      |
| Gardien |        | Soeren Loebrich   |      |

- Joueurs de champ

| Poste | Âge | Nom                 | Club                   |
| ----- | --- | ------------------- | ---------------------- |
|       |     | Dimitri Antropov    |                        |
| Att   | 57  | Sergej Bitkov       |                        |
|       |     | Maxim Bulankin      |                        |
|       |     | Johann Engbrecht    |                        |
|       |     | Dmitri Fichter      |                        |
|       |     | Dimitri Kusmin      |                        |
|       |     | Niklas Laue         |                        |
|       |     | Eugen Maier         |                        |
| Att   | 42  | Sergej Naab         | ESC Kristall Lippstadt |
|       |     | Hauke Sander        |                        |
| Def   | 21  | Pavel Savchenko     | EV Regensburg II       |
|       |     | Jan Ingmar Schlegel |                        |
|       |     | Marcus Wigh         |                        |
|       |     | Maxim Zinger        |                        |
|       |     | Pavel Zinger        |                        |